# Tetramoriini
Tetramoriini — триба мурах підродини Myrmicinae.

## Опис
Дрібні земляні мурашки. Серед представників триби є соціальні паразити, такі як Anergates і Teleutomyrmex, які втратили касту робітників, рабовласники Strongylognathus, які вчиняють рейди на представників роду Tetramorium. Жало з лопатоподібним відростком. Другий членик джгутика вусиків самців подовжений (Болтон, 2003).

## Роди
До триби включають 6 родів і понад 400 видів:
- Anergates Forel, 1874
- Decamorium Forel, 1913
- Rhoptromyrmex Mayr, 1901
- Strongylognathus Mayr, 1853
- Teleutomyrmex Kutter, 1950
- Tetramorium Mayr, 1855